# Sofoklís Sofokléous
Sofoklís Sofokléous (né le 7 août 1962 à Léfkara) est un homme politique chypriote, membre du Mouvement pour la démocratie sociale (EDEK).
Il devient député européen en 2012, jusqu'en juin 2014, en remplacement de Kyriákos Mavronikólas.